# Witold Tumanowicz
Witold Sławomir Tumanowicz (ur. 4 listopada 1986 w Lublinie) – polski polityk, w latach 2011–2015 prezes Stowarzyszenia Marsz Niepodległości, poseł na Sejm X kadencji (od 2023).

## Życiorys
Absolwent XLVII Liceum Ogólnokształcącego im. Stanisława Wyspiańskiego w Warszawie. Studiował na Wydziale Inżynierii Produkcji Politechniki Warszawskiej oraz na Wydziale Nauk Ekonomicznych Uniwersytetu Warszawskiego, nie kończąc żadnego z kierunków. Pracował m.in. jako grafik komputerowy.
W 2006 kandydował na radnego dzielnicy Praga-Południe z ramienia Ligi Polskich Rodzin. Działał w Młodzieży Wszechpolskiej, był m.in. przewodniczącym sądu koleżeńskiego MW, a w latach 2011–2013 wiceprezesem tej organizacji. Od 2011 do 2015 kierował Stowarzyszeniem Marsz Niepodległości. Dołączył do Ruchu Narodowego (RN), wszedł w skład zarządu głównego partii. Obejmował funkcję pełnomocnika wyborczego swojego ugrupowania oraz popieranych przez nie kandydatów na prezydenta RP.
W 2014 z listy RN oraz w 2019 z ramienia koalicji Konfederacja KORWiN Braun Liroy Narodowcy startował bezskutecznie do Parlamentu Europejskiego. W 2014 i 2018 ubiegał się o mandat radnego Sejmiku Województwa Mazowieckiego. W wyborach w 2015 z listy Kukiz’15 i w 2019 z ramienia Konfederacji Wolność i Niepodległość bez powodzenia kandydował do Sejmu.
Został członkiem rady liderów Konfederacji, działającej jako federacyjna partia polityczna. W wyborach parlamentarnych w 2023 otwierał jej listę w okręgu chełmskim. Uzyskał wówczas mandat posła X kadencji z wynikiem 14 387 głosów. Został członkiem sejmowej komisji śledczej ds. wyborów korespondencyjnych.

## Poglądy
Wypowiadał się przeciwko osobom LGBT. W trakcie kampanii wyborczej w 2014 stwierdził, że gdyby Ruch Narodowy doszedł do władzy, osoby homoseksualne nie mogłyby m.in. pracować jako nauczyciele. Stwierdził również, że rejestrowano by wówczas nawet pojedyncze osoby orientacji homoseksualnej.

## Wyniki w wyborach ogólnopolskich
| Wybory | Komitet wyborczy | Komitet wyborczy                          | Organ                              | Okręg | Wynik          |
| ------ | ---------------- | ----------------------------------------- | ---------------------------------- | ----- | -------------- |
| 2014   |                  | Ruch Narodowy                             | Parlament Europejski VIII kadencji | nr 5  | 2750 (0,70%)   |
| 2015   |                  | Kukiz’15                                  | Sejm VIII kadencji                 | nr 19 | 983 (0,09%)    |
| 2019   |                  | Konfederacja KORWiN Braun Liroy Narodowcy | Parlament Europejski IX kadencji   | nr 8  | 15 267 (2,06%) |
| 2019   |                  | Konfederacja Wolność i Niepodległość      | Sejm IX kadencji                   | nr 7  | 10 487 (2,61%) |
| 2023   | Sejm X kadencji  | Konfederacja Wolność i Niepodległość      | 14 387 (3,15%)                     | nr 7  |                |